# 陈庄墓群
陈庄墓群，位于中华人民共和国山西省大同市云州区瓜园乡陈庄村东，已列为山西省文物保护单位。

## 保护
2016年6月6日，陈庄墓群由山西省人民政府公布为第六批山西省文物保护单位，编号6-33-2-2。